# Lenguas sáliba-piaroa
La familia lingüística sáliba-piaroa está constituida por las lenguas habladas por los pueblos amerindios sáliba o sáliva, piaroa y wirö que constituyen un caso único en áreas  de Venezuela y Colombia dominadas por etnias caribes y arawakas. 
Los piaroa se localizan en su mayoría en Venezuela (12 000 personas) a la margen derecha del río Orinoco, cerca de Puerto Ayacucho en tierras que son parte de la selva montañosa, donde hay ríos, caños, lagunas y pequeñas extensiones de sabanas. Las comunidades se encuentran cerca de caños y ríos, por lo cual tienen peces en abundancia según la época del año. En Colombia, en la región de Manaveni, Vichada viven unos 700 piaroas y en Venezuela otros 12 000. Denominan su lengua de'aruwa.
El sáliba por su parte cuenta con unos 1300 hablantes en Arauca y Casanare, en Colombia. 

## Clasificación
La pertenencia de estas dos lenguas a una familia lingüística fue establecida por primera vez por el jesuita Filippo Salvatore Gilii en 1782 y fue confirmada por otros jesuitas y los agustinos que les sucedieron en las misiones. 
Paul Rivet en 1920 publicó un detenido estudio comparativo y gramatical que demostró la afinidad de las dos lenguas, que la tradición oral sáliba recalca y considera como parte del origen común de ambos pueblos. 
Todas las clasificaciones posteriores han mantenido la existencia de esta familia, pero diferentes autores han propuesto agregar otras lenguas: Mako del Ventuari y Cunucunuma; Tinigua del río Guayabero; pamigua del Meta y hoti de Venezuela. El Mako es en realidad un dialecto Piaroa y por tanto parte de la familia. Castellví (1940, 1941) y varios expertos opinan que el tinigua, el pamigua y el majigua forman una familia independiente sin relación cercana con la Sáliba–Piaroa; y posiblemente sea más cercana a la lengua andaquí. Una clasificación reciente vincula Sáliba–Piaroa con el idioma hoti como la familia hodi-sáliba. Las semejanzas de la familia sáliba-piaroa con la lengua hoti han sido consideradas como préstamos de palabras por vecindad y se ha propuesto clasificar el hoti dentro de las lenguas makú (Henley et al. 1996); sin embargo, Jolkesky (2009) propone un tronco lingüístico dohu en el cual incluye la familia sáliba y las lenguas hoti, andoque y ticuna, registrando un relativamente alto porcentaje de cognados de 39 y 42% entre la lengua ticuna y las lenguas sáliba-piaroa, respectivamente.
Clasificación de las lenguas (número de hablantes):
- Wirö (maco): 2.500 (2002)[3]
- Piaroa: 12.000 (1997);[4] 12.280 (2001);[5] 12.000 (2002)[6]
- Sáliba: 1.560 (1993);[7] 2.022 (1997)[4]

## Descripción lingüística

### Fonología
La lengua sáliba es hablada a orillas del río Meta y en la margen derecha del río Casanare, en los departamentos Casanare y Vichada, Colombia, y en el valle del Orinoco en Venezuela por unas dos mil personas. Benaissa (1979) ha propuesto esta fonología para el sáliba:
Sus vocales son a, e, i, o, u, orales y nasales. 
|          | orales   | orales  | orales    | nasales  | nasales | nasales   |
| -------- | -------- | ------- | --------- | -------- | ------- | --------- |
|          | anterior | central | posterior | anterior | central | posterior |
| cerradas | i        |         | u         | ĩ        |         | ũ         |
| medias   | e        |         | o         | ẽ        |         | õ         |
| abiertas |          | a       |           |          | ã       |           |

Consonantes
|                    | labial | alveolar | palatal | velar | labiovelar | glotal |
| ------------------ | ------ | -------- | ------- | ----- | ---------- | ------ |
| oclusivas sordas   | p      | t        | ç       | k     | kʷ         | ʔ      |
| oclusivas sonora   | b      | d        | J       | g     | gʷ         |        |
| nasales            | m      | n        | ñ       |       |            |        |
| fricativas sorda   | f      | s        |         | x     |            | h      |
| fricativas sonoras | v      |          |         |       |            |        |
| laterales          |        | l        |         |       |            |        |
| vibrantes          |        | ɾ        |         |       |            |        |
| múltiples          |        | r        |         |       |            |        |
| aproximante        | w      |          |         |       |            |        |

Sus consonantes p, b, t, d, ch, dy, k, g, kʷ (oclusiva labiovelar sorda), gʷ (oclusiva labiovelar sonora), ' (cierre glotal), m, n, ñ, f (fricativa bilabial sorda), v (fricativa bilabial sonora), s, x (fricativa velar), h (fricativa glotal sorda), l, r, rr y la semivocal w. Los verbos se conjugan de manera que la persona se indica en cuatro tipos diferentes de conjugación: dos con infijos, una con prefijos y otra con sufijos. Con sufijos o infijos se determinan el tiempo y modo.

### Gramática
Estas lenguas tienen distinciones de género (masculino animado, femenino aminado e inanimado). Además los inanimados se agrupan en clases semánticas asociadas a determinado clasificador. Cuando se usan por ejemplo numerales para contar cosas inanimadas estos incorporan un clasificador según la case semántica de los objetos contados.

### Comparación léxica
Los numerales en diferentes lenguas salibanas son:
| GLOSA | Sáliba                           | Piaroa                                    | wirö (macu)      | PROTO- SALIBANO                      |
| ----- | -------------------------------- | ----------------------------------------- | ---------------- | ------------------------------------ |
| '1'   | hoto- (anim) hi-/ɟo-/ɟe- (inan)  | -tetæ (anim) hi-/yo- (inan)               | bakʷ-CL          | *-te (anim) *hi-/ɟo-/ɟe-CL-te (inan) |
| '2'   | tuxu- (anim) to-/tõ- (inan)      | tɑ̃hũ (anim) to-/ta- (inan)                | d-CL-latahi ?    | *toxu- (anim) *to-CL- (inan)         |
| '3'   | xedoba- (anim) xe-CL-badi (inan) | wæme-tukʷæ (anim) wæba-CL-tukʷæ (inan)    | wap-CL-kʷa       | *wam-CL-kʷæ                          |
| '4'   | bahĩɡo- (anim) bahĩɡV (inan)     | pahakʷænɨñætɨ (anim) pahakʷænɨa-CL (inan) | ɨˀwehemu hawa-CL | *pahakʷV-                            |
| '5'   | (sĩko-)                          | himɨte                                    | bãkʷamu hawa-CL  | *himɨte (hawa)                       |
| '6'   |                                  | kʰoromɨtʰɨnɨ yomɨte                       |                  |                                      |
| '7'   | (siete-)                         |                                           |                  |                                      |
| '8'   | (oço-)                           |                                           |                  |                                      |
| '9'   |                                  |                                           |                  |                                      |
| '10'  |                                  |                                           |                  |                                      |
El la tabla anterior solo se han incluido las raíces del numeral no las marcas de género y los clíticos que estos suelen requerir cuando se usan insertos en una oración. Los términos entre paréntesis son préstamos del español. Las abreviaturas "anim" e "inam" se refieren a entidades animadas e inanimadas.